# Hàn Thế Thành
Hàn Thế Thành (sinh 1972) là người sáng tạo phần mềm pdfTeX.
Hàn Thế Thành sinh ra tại Việt Nam. Năm 1990 anh sang học tại Czech (khi đó còn là Tiệp Khắc). Anh theo học tại Đại học Masaryk tại Brno từ 1991 đến 2001 và lấy bằng thạc sĩ (năm 1996) và tiến sĩ (năm 2001) ngành khoa học máy tính, đều dưới sự hướng dẫn của Giáo sư Jiri Zlatuska. Sau đó anh quay lại Việt Nam và làm việc tại Đại học Sư phạm Thành phố Hồ Chí Minh, phụ trách giảng dạy nhập môn lập trình và đồng thời là nhà quản trị mạng. Từ năm 2006 anh cùng vợ sang Bielefeld, Đức sinh sống, nơi vợ anh theo học.
Hàn Thế Thành cũng bổ sung hỗ trợ tiếng Việt cho một số phông chữ dùng trong TeX.